# Пейн, Крейг
Крейг Пейн (англ. Craig Payne; 22 мая 1961, Чилликоте, Огайо — 7 апреля 2017, Ливония, Мичиган) — американский боксёр-профессионал, выступавший в тяжёлой весовой категории. Чемпион Golden Gloves в супертяжёлом весе (1983).

## Любительская карьера
Наибольшую известность в любителях приобрёл за победу в турнире «Золотые перчатки» в 1983 году над Майком Тайсоном, хотя при оглашении оценки в его пользу зал недовольно гудел. Нокаутировал Теофило Стивенсона, который являлся трёхкратным олимпийским чемпионом.
В отборочном турнире на Олимпийские игры в Лос-Анджелесе (1984) уступил с небольшим перевесом Тайреллу Биггсу. Не попав на Игры, начал профессиональную карьеру.

## Профессиональная карьера
Дебютировал в 1985 году. 14 ноября 1992 года провёл бой за вакантный титул чемпиона мира по версии IBO, в котором уступил Пинклону Томасу. Завершил карьеру в 2001 году с общим результатом в 8 побед, 20 поражений и 2 ничьих.